# 慾望號列車
《慾望號列車》是一部2000年上映的香港驚悚电影，由李玉珍執導、廖少如監製、莎朗編劇，縱使此電影有大量tvb演員參演，票房還是不好。

## 剧情
沈志強是中年裝修公司老闆，在内地和名叫雲的女人結了婚，但強經常虐打其。
有一次，沈志強要求其同父異母的妹妹沈紅替雲打扮，並給紅帶雲出外，但是，他們剛好遇到紅的男友阿朗，朗一見到雲的打扮就被吸引，雲有時侯會去卡拉ok裏散心，有一次她遇到阿朗，兩人喝醉時搭上大家，同時，他們也開始對付沈志強。
他們計划要用刀殺死沈志強，但卻被強發現，他先后殺死阿朗及阿雲，最后被沈紅下老鼠藥毒死，但卻在毒死的時侯被強殺害...

## 演員表
| 演員   | 角色   | 粵語配音 | 備註 |
| 黎耀祥 | 沈志強 | 鄧榮銾   | 本片終極大反派 中年裝修公司老闆 阿雲之夫，經常虐打其，后反目 沈紅同父異母之兄，與其不和 殺害阿朗、阿雲及沈紅 最后被臨死前的沈紅用老鼠藥毒死 |
| 姚樂怡 | 沈紅   |          | 阿雲之好友 沈志強同父異母之妹，與其不和 阿朗之女友 最后用老鼠藥毒死沈志強，但被臨死前的他用刀殺死                                           |
| 關寶慧 | 阿雲   |          | 沈紅之好友 沈志強之妻，被其虐打其 和阿朗偷情 最后打算和阿朗殺害沈志強時被發現並被其用刀殺死                                                 |
| 馬德鐘 | 阿朗   | 陳欣     | 沈紅之男友 和阿雲偷情 最后打算和阿雲殺害沈志強時被發現並被其用刀殺死                                                                        |
| 林敬剛 |        | 陳欣     | 沈志強好友 （沒被列在名單裏） |
| 駱達華 | 李家輝 |          | 沈志強好友 （沒被列在名單裏） |
| 許紹雄 | 洪叔   | 鄧榮銾   | 沈志強的親戚 |
| 夏萍   |        |          | 沈志強、沈紅之母 |

## 票房
此電影在2000年3月16日至3月24日在電影院上映9天，票房不佳，只取得HK$ 21,570